# Reduktionisme
 Der er for få eller ingen kildehenvisninger i denne artikel, hvilket er et problem. Du kan hjælpe ved at angive troværdige kilder til de påstande, som fremføres i artiklen.

Reduktionisme er den samlede betegnelse for et antal forbundne og omdiskuterede teorier, der fastholder, at man altid kan reducere sammensatte entiteter til mere enkle og grundlæggende elementer. Dette påstås om både genstande, fænomener, forklaringer, teorier og betydninger.
Prædikatet reduktionisme bruges ofte til at kritisere en videnskabelig grundholdning, som fastholder, at al sand viden må baseres på 'hårde kendsgerninger', dvs. på hvad der kan måles og vejes. Holdningen bygger ofte på en erkendelsesteoretisk positivisme, og forudsætter at man uproblematisk kan opbygge teorier om verden ved at sammenfatte viden om detaljer.
Blandt benægtelserne af reduktionismen finder vi det modsatte synspunkt – holismen: Det er tanken om, at ting kan have en helhedskarakter, som ikke kan forklares ud fra delenes egenskaber. At fx et ur er mere end de tandhjul, skruer og fjedre, det kan splittes op i.

## Den reduktionistiske forklaringsform
En reduktionistisk forklaring har formen: x er ikke andet end y. Et par eksempler kunne være:
1. "Liv er ikke andet end et fysisk fænomen"
2. "Religion er ikke andet end en psykisk projektion"

Nobelpristageren Francis Crick har f.eks. forklaret "hvad sjælen virkelig er" ved at antage, at den blot er "adfærden hos et kæmpemæssigt antal nerveceller og de dertil hørende molekyler".

## Undergrupperinger
Der findes adskillige undergrupperinger af reduktionismen, iblandt hvilke kan nævnes:
- Videnskabelig reduktionisme: En form, der har været brugt til at beskrive flere forskellige tanker i forbindelse med videnskabsteori, men som i øvrigt oftest har været brugt til at beskrive den tanke, at alle fænomener kan reduceres til videnskabelige forklaringer.
- Ontologisk reduktionisme er tanken om, at alt eksisterende består af et lille antal grundelementer, som opfører sig på ensartede måder. Sammenlign monisme.
- Metodisk reduktionisme er tanken om, at forklaringer af ting (som f.eks. videnskabelige forklaringer) altid bør reduceres til de enklest mulige enheder. Ockhams ragekniv danner det teoretiske fundament under denne type reduktionisme.
- Teoretisk reduktionisme er tanken om, at ældre teorier eller forklaringer generelt ikke bliver erstattet af nye, men at nye teorier blot er forfinelser eller reduceringer af de ældre mod mere grundlæggende størrelser/aksiomer.
- Lingvistisk reduktionisme er tanken om, at alt må kunne beskrives i et sprog med et begrænset antal kernebegreber og kombinationer af disse begreber. (Se det konstruerede sprog Toki Pona).
- Udtrykket "Grisk reduktionisme" blev skabt af Daniel Dennett for at håne de former for reduktionisme, som forsøger at forklare for meget med for få resssourcer.
- Analytisk reduktionisme sådan som begrebet bruges af Chen Kaixin, Li Lidan og Liu Chen Zhii (se linket nedenfor).